# Nausifane
Nausifane (Ναυσιφάνης; Isola di Ceo, IV secolo a.C. – III secolo a.C.) è stato un filosofo greco antico.

## Biografia
Nausifane, conosciuto anche come Nausifane di Teo, nacque nell'Isola di Ceo e probabilmente si trasferì a Teo dove visse diversi anni. Non si hanno che poche e incerte notizie sulla sua vita se non che fu maestro di Epicuro e allievo di Democrito oltre che discepolo di Pirrone di Elide. Nausifane è perciò considerato il traît d'union tra la filosofia democritea e quella epicurea.

## Pensiero
Nausifane ebbe un gran numero di discepoli, e fu particolarmente rinomato come retore. Fra i suoi uditori fu Epicuro, che tuttavia era insoddisfatto di lui, e a quanto pare lo avrebbe bistrattato nei suoi scritti: come riporta Sesto Empirico, lo stesso Epicuro affermava con disprezzo di esserlo andato ad ascoltare "come nel bel mezzo di una folla di bambini affetti dai postumi di un'ubriacatura".  
Nausifane, la cui visione della natura si basa sull'atomismo di Leucippo e Democrito, argomentava che lo studio della filosofia naturale (la fisica) è il miglior punto di partenza per lo studio della retorica e della politica; nella Retorica di Filodemo c'è un accenno polemico contro il punto di vista di Nausifane, secondo cui il filosofo naturale è il miglior oratore. Epicuro potrebbe aver tratto i tre criteri di verità del suo Canone dal tripode di Nausifane. Del Tripode di Nausifane sopravvive solo un riassunto, redatto, appunto, da Filodemo. 
L'uomo di scienza ha abilità retorica, anche se non la mette in pratica e l'uomo saggio si applica alla retorica, poiché l'onore dipende dalla capacità di conseguire la reputazione di abilità politica, piuttosto che dalle sopravvalutate virtù; in verità, saggio è colui che riesce a persuadere chi lo ascolta, ma solo all'uomo di scienza appartiene questo potere, dato che la sua scaturigine è una conoscenza dei fatti tale da consentirgli di trasmettere le proprie convinzioni non solo ai suoi discepoli, ma a qualunque categoria di individui. Avendo conoscenza dei fatti, egli è capace di condurre il suo uditorio dove vuole, perché ai suoi uditori può comunicare  che cosa è meglio per loro, ciò che appunto essi desiderano sapere. Lo scienziato ha, altresì, padronanza dello stile migliore: non quello formato dalla vana immaginazione e dall'uso, ma quello basato sulla natura delle cose. Ha altresì padronanza della logica, senza cui la conoscenza è impossibile, ed è il meglio qualificato nell'arte indispensabile a uno statista in una democrazia, in una monarchia o in qualunque altro sistema di governo, di calcolare il futuro a partire dai fatti noti al momento.
Colui che si serve di un discorso coerente, sarà il migliore a servirsi del metodo dialettico e viceversa, poiché entrambi si basano sul giudizio accurato riguardo a come condurre i discepoli dal noto all'ignoto; cioè, si fondano sulla conoscenza dell'opportunità (πρέπον) e della giusta misura (μέτρον) dell'espressione. Per Nausifane, in base agli insegnamenti di Pirrone, delle cose che appaiono essere, nessuna è per davvero più di quanto per davvero non sia.
Nausifane forniva come traguardo dell'esistenza l'immobilità, definizione che egli dava dell'imperturbabilità di Democrito. Stando a quel poco che si sa delle teorie atomistiche di Nausifane, egli formula la sua teoria dell'atomo sulla falsariga di quella di Democrito, per cui gli atomi sono materia inerte mossa da interazioni meccanicistiche. La sua epistemologia scettica costituisce lo sviluppo di alcuni aspetti dell'analisi dell'esperienza sensibile nel contesto della filosofia di Democrito. Le poche notizie che ne abbiamo fanno intuire che Nausifane deve essere stato una figura di rilievo nella storia dell'atomismo greco e della filosofia antica in genere: tuttavia la condanna ingenerosa di Epicuro, preoccupato di negare ogni debito teorico nei confronti del maestro, ha determinato la messa in ombra della sua opera.